# Anaïs Laurendon
Anaïs Laurendon (ur. 15 kwietnia 1985 w Saint-Étienne) – francuska tenisistka.

## Kariera sportowa
Tenisistka występująca głównie w turniejach ITF. W zawodach tej rangi wygrała sześć turniejów singlowych i dziesięć deblowych. W rozgrywkach WTA jej największym sukcesem było osiągnięcie pierwszej rundy French Open w 2003 roku.

## Wygrane turnieje singlowe
|    | Data       | Turniej     | Kat. | ($)    | Naw.   | Finalistka            | Wynik         |
| 1. | 31/07/2005 | Pontevedra  | ITF  | 10 000 | twarda | Marina Cossou         | 6:2, 6:0      |
| 2. | 21/06/2009 | Montpellier | ITF  | 25 000 | ziemna | María Emilia Salerni  | 6:3, 6:2      |
| 3. | 31/01/2010 | Grenoble    | ITF  | 10 000 | twarda | Victoria Larrière     | 6:3, 6:2      |
| 4. | 12/09/2010 | Denain      | ITF  | 25 000 | ziemna | Stéphanie Cohen-Aloro | 6:3, 7:5      |
| 5. | 22/04/2012 | Bol         | ITF  | 10 000 | ziemna | Bernarda Pera         | 6:4, 4:6, 6:3 |
| 6. | 13/05/2012 | Florencja   | ITF  | 10 000 | ziemna | Magda Linette         | 6:4, 6:4      |